# ادامو، جیمینا گولیتا
ادامو، جیمینا گولیتا (به لاتین: Adamów, Gmina Golina) در لهستان است که در Gmina Golina واقع شده‌است.

## خصوصیات
ادامو ۲۸۰ نفر جمعیت دارد.